# Modulacija
Modulacija (lat. modulatio, od modulari: mjeriti), u tehnici, je postupak kojim se neko svojstvo jedne fizičke veličine mijenja u skladu s promjenama druge veličine. U telekomunikacijskoj tehnici i tehnici automatskoga vođenja procesa modulacijom se prenose različite informacije i podatci. Modulacija se izvodi tako da se jedna od veličina (parametara) električnoga, zvučnog ili svjetlosnoga signala ili elektronskoga toka (općenito nazvanih prijenosnim signalom ili nosiocem) mijenja podudarno s podatcima koje valja prenijeti, predočenima modulacijskim signalom. Najveću primjenu ima modulacija električnoga signala. Modulacijom se informacijski signal nanosi na prijenosni signal one vrste koja je za određeni zahtjev najprikladnija.

## Vrste modulacije
U radijskim komunikacijama (radiodifuzija) prijenosni je signal harmonijskoga, odnosno sinusnog oblika. Povijesno je najstarija modulacija amplitude ili amplitudna modulacija (engl. Amplitude Modulation, AM), pri kojoj se amplituda harmonijskih titraja visoke frekvencije mijenja u ovisnosti o razini modulacijskoga signala. Slično nastaju modulacija frekvencije ili frekvencijska modulacija (engl. Frequency Modulation, FM) i modulacija faze ili fazna modulacija (engl. Phase Modulation, PM) harmonijskih titraja. Za prijenos digitalnih podataka koriste se inačice sljedećih modulacijskih postupaka: diskretna modulacija amplitude, diskretna modulacija frekvencije i diskretna modulacija faze, a česte su i složenije diskretne modulacije: kvadraturna modulacija amplitude, modulacija minimalnim pomakom frekvencije i slično.  
U radarskoj tehnici, mjernoj tehnici i drugom primjenjuje se modulacija impulsnoga signala, pa se modulacijskim signalom djeluje na amplitudu impulsa (modulacija amplitude impulsa), trajanje impulsa (modulacija širine impulsa), položaj impulsa (modulacija položaja impulsa) i tako dalje.

## Radiodifuzija
Radiodifuzija je oblik neusmjerenih elektronskih radiokomunikacija s pomoću radijskih, televizijskih ili kabelskih mreža, namijenjenih velikomu broju korisnika koji ispunjavaju prijamne uvjete. Pojam se odnosi i na radiokomunikacijsku uslugu u kojoj je odašiljanje radijskih signala namijenjeno izravnomu javnom prijamu; može uključivati odašiljanje zvuka, televizijskoga signala i druge vrste odašiljanja. Radiodifuzija zvuka radiodifuzijska je usluga ograničena na radijske emisije, dok je radiodifuzija televizijskoga signala radiodifuzijska usluga koja uključuje slikovne (vizualne) emisije zajedno s pratećim zvukom. Radiodifuzijsko odašiljanje provodi se radioodašiljača smještenima na tlu i (ili) na umjetnom satelitu. U radiodifuziju pripada i kabelska distribucija, u kojoj se televizijske i radijske emisije distribuiraju mrežom kabela do utvrđenoga broja korisnika (pretplatnika).

### Radioodašiljač
Radioodašiljač ili radiopredajnik je uglavnom tranzistor ili integrirani sklop (nekad elektronska cijev), takozvani elektronski oscilator, koji emitira neprigušeni val visoke frekvencije, i to tako da mu je stalna amplituda i frekvencija. Takav val se zove val nosilac. Da bi mogao prenijeti govor ili zvuk, to jest titranje niske frekvencije, treba na val nosilac djelovati tako da se na njemu izvrše promjene u ritmu zvučnih titraja. To se djelovanje na val nosilac vrši preko mikrofona. Ovakva superpozicija niskih, akustičnih ili audiofrekvencija valu nosiocu zove se modulacija. Osim amplitude možemo kod vala nosioca mijenjati frekvenciju i fazu, pa se time mogu postići razne vrste modulacije.

### Radioprijamnik
Radioprijamnik ili radio prijamnik je elektronski uređaj sastavljen od niza elektroničkih sklopova s pomoću kojih se iz električnog signala, što ga u anteni inducira modulirani radioval, izdvaja (demodulira) i pojačava dio signala, odnosno informacijski signal koji sadrži željenu informaciju (radioodašiljač). Električni signal koji iz antene stiže u prijamnik izrazito je male električne snage pa ga treba pojačati i do nekoliko stotina tisuća puta kako bi se dobila snaga dovoljna za njegovu daljnju obradu.

## Demodulacija
Obrnuti postupak, to jest izdvajanje podataka ili informacije iz moduliranoga signala i ponovno dobivanje izvornog oblika modulacijskoga, odnosno informacijskog signala, naziva se demodulacija.

## Modulator
Modulator je sklop, najčešće elektronički, za ostvarivanje modulacije kojim se jedno od svojstava prijenosnoga signala mijenja u skladu s nekim drugim signalom. Izvedbe modulatora u velikoj mjeri ovise o vrsti prijenosnoga signala (sinusni oblik ili impuls) i o vrsti modulacijskoga signala (analogni signali kao na primjer govor ili slika, diskretni signali kao na primjer digitalni podatci).